# Doctors of Madness
Doctors of Madness — британская протопанк арт-рок группа существовавшая с 1975 по 1978 год. Несмотря на широкое признание публики, коммерческий успех не был достигнут. Считаются первопроходцами более позднего панк-движения. Признание влияния группы на появление британского панк-рока было задокументировано в книге «Несанкционированный путеводитель по панк-року: ранняя английская сцена».

## История группы

### Формирование, участники группы (1974)
The Doctors of Madness была образована в 1974 году в подвале в Брикстоне, Южный Лондон, композитором и вокалистом группы Ричардом Стрэнджем, известным под псевдонимом «Kid». Для воплощения в жизнь своих музыкальных идей и создания композиций, которые анализировали невроз городской культуры и системы контроля общества, Стрэндж объединил усилия с Колином «Stoner» Бентли (бас-гитара, вокал), Питером «DiLemma» Хьюзом (барабаны, вокал) и Джеффом «Urban Blitz» Хикманом (электрическая скрипка, соло-гитара). Музыка группы представляет связь между ранним прогрессивным роком 1970-х, глэм-роком Дэвида Боуи и Roxy Music и панк-роком Sex Pistols и The Clash поздних 1970-х годов. По словам Стэнджа наибольшее влияние на музыку группы, которая объединила авангардный хард-рок с искаженными квазиклассическими тонами, оказали группа The Velvet Underground и писатель Уильям С. Берроуз.

### Менеджер Брайан Моррисон (1975)
В марте 1975 года группа начала давать концерты в пабе в Твикенхэме, на юго-западе Лондона, где их заметил один из коллег музыкального продюсера Брайана Моррисона, который руководил Pink Floyd, Сидом Барреттом и Марком Боланом. Моррисон и его партнёр Джастин де Вильнёв начали интенсивную рекламную кампанию для продвижения группы, которая включала появление в передаче The Twiggy Show и Janet Street-Porter Show в прайм-тайм на BBC, а также участие в передаче John Peel Show на BBC Radio. Они выступали на разогреве трехдневного британского музыкального фестиваля в зале Олимпия в Лондоне 31 декабря 1975 года. Группа подписывает контракт с Polydor Records для дистрибуции в Великобритании и Европе.

### Гастроли (1975—1978)
The Doctors of Madness много гастролировали по Великобритании и континентальной Европе, давая концерты во Франции, Германии, Нидерландах, Бельгии, Люксембурге, Швейцарии, Дании и Швеции. В ранних шоу Стрэндж выступал с окрашенными в синий цвет волосами, а Бентли носил грим скелета. Выступления тщательно готовились и включали: костюмы, реквизит, грим, проецируемые фоновые изображения, дым, стробоскопы, театральное точечное освещение и различные звуковые эффекты. Бентли вспоминает, что они хотели создать «действительно возмутительный образ, соответствующий песням, которые писал Ричард». Стрэндж говорил о кинематографическом стиле написания песен: «когда образы появляются и исчезают, не имея особого смысла на рациональном уровне, скорее на чувственном… очень неряшливом, андерграундном и возмутительном».
Тур-менеджером и звукорежиссером группы был Дэйв «Hobbs» Хилсден, которого Стрэндж назвал «Obbsy». Впоследствии Хилсден был звукорежиссером, дорожным менеджером и начальником технической бригады Motörhead в течение 30 лет до своей смерти в 2015 году.
Во время гастролей группу поддерживали The Sex Pistols, The Jam, Joy Division и Simple Minds.

### Альбомы (1976—1978)
В период с 1976 по 1978 год The Doctors of Madness записали три альбома: Late Night Movies, All Night Brainstorms (1976), спродюсированный Джоном Пантером; Figments of Emancipation (1976), записанный на студии Abbey Road с продюсером Джоном Леки; Sons of Survival (1978), записанный на студии Majestic в Клапеме, южный Лондон, в конце 1977 года. Третьему альбому было решено придать более панковое звучание, и песни на нем были записаны с живых выступлений в студии.
Группа распалась в конце 1978 года, а в 1981 году Polydor Records выпускает сборник песен под названием «Revisionism».

### Распад группы (1978)
В начале 1978 года, сразу после выхода альбома Sons of Survival, Джефф Хикман покидает группу из-за творческих и личных разногласий. Его ненадолго заменяет Дэйв Вэниан из группы The Damned. Далее Стрэндж, Бентли и Хьюз продолжили работать втроем, но после провала продаж последнего альбома и отказа от дальнейшего сотрудничества со стороны звукозаписывающей компании группа распалась.

## Последующие события

### Выступления в Японии и Великобритании (2003—2006)
В последующие годы Ричард Стрэндж делал международную карьеру в качестве сольного исполнителя и продолжал продвигать и исполнять музыку группы.
В 2003 году выступал в Японии вместе с мультиинструменталистом Дэвидом Коултером из группы Pogues и японской трибьют-группой Sister Paul, базирующейся в Токио. В 2006 году выступал совместно с басистом Колином Бентли в Лидсе и Донкастере, Йоркшир, Англия.

### Воссоединение (2014)
Оригинальный состав воссоединился в Лондоне в октябре 2014 года для разового выступления в рамках проекта Ричарда Стрэнджа «Язык — вирус из космического пространства», посвященного празднованию столетия американского писателя-сатирика Уильяма С. Берроуза. Джо Эллиотт из Def Leppard выступил в качестве гостя.
Басист Колин Бентли скончался через месяц после воссоединения группы. В некрологе газета The Times описывает его вклад в музыку, а также рассказывает историю его жизни.

### Переиздание (2017)
В мае 2017 года лейбл Cherry Red Records выпустил полный бокс-сет из трех компакт-дисков с полностью перезаписанными работами под названием «Perfect Past — The Complete Doctors of Madness». Бокс-сет содержал множество бонус-треков, в том числе раннюю версию песни «Out» и удаленную часть песни «Doctors of Madness», ранее не звучавшую композицию «We Don’t Get Back», а также концертные записи песен, которые группа никогда не пыталась исполнять в студии, в том числе те, которые были написаны в соавторстве с TV Smith из The Adverts, перспективный сингл 1978 года созданный совместно с Дэйвом Вэнианом из The Damned, неизданную песню «Frustration» 1976 года и раннюю версию «Don’t Panic England».

### Выступления и гастроли (2017—2019)
Выпуск бокс-сета из трех компакт-дисков был сопровождался серией живых выступлений с участием Стрэнджа, Хикмана и музыкантов из японской трибьют-группы Sister Paul. В таком составе группа гастролировала по Великобритании и Японии.
В октябре 2017 года Стрэндж и Хикман вместе с певицей Лили Бад, выступили на вечере песен «Unplugged» в неоготической часовне святого Барнабаса в Сохо, Лондон. Мероприятие «In The Afterglow» было записано и выпущено на DVD ограниченным тиражом в 250 экземпляров.

### Новый альбом (2019)
Спустя 41 год после записи последнего альбома Стрэндж возвращается в студию, чтобы записать еще один альбом «Dark Times». Песни для альбома были записаны на студии Doghouse Studios в Оксфордшире с продюсером Джоном Леки, который работал со Стрэнджем над вторым альбомом группы.
Новый альбом был выпущен 13 сентября 2019 года на лейбле Molecular Scream Records и Cherry Bomb Records.
Среди приглашенных музыкантов, которые участвовали в записи были Джо Эллиотт из Def Leppard (вокал в пяти песнях) и Сара Джейн Моррис из The Communards (вокал в четырех песнях), а также Терри Эдвардс из Tindersticks и Madness, Стив Болтон из The Who и певица Лили Бад.